# Nino Basile
Nino Basile (* 28. Juli 1866 in Palermo; † 11. April 1937 ebenda) war ein italienischer Historiker und Kunsthistoriker.
Ein Schwerpunkt seiner Tätigkeit war die Suche nach Zeugnissen der Geschichte Palermos. Hilfreich war ihm seine Kenntnis der Manuskripte älterer Gelehrter wie Antonino Mongitore, die in der Biblioteca Comunale von Palermo erhalten sind und zahlreiche Informationen über verlorene Dokumente und Bauwerke enthalten. So identifizierte er beispielsweise die 1920 bei einer Renovierung der Villa Napoli zu Tage getretenen Fassadendetails als Überreste der Cuba Soprana sowie Fassadendetails an einem Gebäude westlich der historischen Altstadt als Überreste der Normannenkirche Santa Maria della Speranza.
Nino Basile war Mitarbeiter der Zeitung Giornale di Sicilia und Mitglied mehrerer Gesellschaften und Kommissionen, u. a.
- der Sizilianischen Gesellschaft für vaterländische Geschichte (Società Siciliana per la Storia Patria),
- der Kommission für die Erhaltung und den Schutz der Bauwerke der Provinz Palermo
- der Diözesankommission für Sakralkunst
- der Kommission für die Katalogisierung und Verwaltung von Sakralkunst als Gutachter für Kunstgegenstände.

## Werke (Auswahl)
- La Cattedrale di Palermo (1926)
- La cupola immaginaria della Cattedrale di Palermo : metodi restaurativi e metodi polemici, Palermo 1935
- Serpottiana (1935)
- Palermo felicissima: divagazioni d’arte e di storia (Bd. 1 1929, Bd. 2 1932, Bd. 3 1938, Sammlung der im „Giornale di Sicilia“ veröffentlichten Artikel. Nachdruck Palermo 1978)